# アウト・オブ・ザ・ブルー (デビー・ギブソンのアルバム)
『アウト・オブ・ザ・ブルー』（Out of the Blue）は、アメリカ合衆国のシンガーソングライター、デビー・ギブソンが1987年に発表した初のスタジオ・アルバム。

## 解説
ギブソンは16歳の誕生日にアトランティック・レコードとの契約を得て、本作のレコーディングが決定する。ギブソンは全曲の作詞・作曲に加えて4曲のプロデュース（うち3曲はフレッド・ザールとの共同プロデュース）にも関与した。1986年12月にデビュー曲「オンリー・イン・マイ・ドリームス」を発表し、翌年には同曲が全米4位に達した。そして、1987年8月に本作が発表された。
ギブソンの母国アメリカではBillboard 200で7位に達し、1987年12月にRIAAによってゴールドディスクに認定され、その後も売り上げを伸ばして、1988年12月にはトリプル・プラチナに認定された。また、シングル・カットされた「シェイク・ユア・ラヴ」および「アウト・オブ・ザ・ブルー」は全米4位、「フーリッシュ・ビート」は全米1位、「ステーイング・トゥゲザー」は全米22位に達した。
音楽評論家のスティーヴ・ヒューイはオールミュージックにおいて「'80年代のティーン・ポップの多くに見られる、巧妙に作り込まれたダンス・ポップのサウンド・プロダクションと清廉潔白な無垢さを持つ作品だが、ギブソンの歌手、ミュージシャン、ポップ・ソングライター、アレンジャー、更にはプロデューサーとしての才能により、ライバルと差をつけている」と評している。
2011年1月に発売された、ギブソンのカヴァー・アルバム『MS. VOCALIST』（2010年）のデラックス・エディション盤には、本作収録曲「アウト・オブ・ザ・ブルー」「オンリー・イン・マイ・ドリームス」「フーリッシュ・ビート」「シェイク・ユア・ラヴ」のセルフ・カヴァーがボーナス・トラックとして追加された。

## 収録曲
全曲ともデビー・ギブソン作。
1. アウト・オブ・ザ・ブルー - "Out of the Blue" - 3:55
2. ステーイング・トゥゲザー - "Staying Together" - 4:07
3. オンリー・イン・マイ・ドリームス - "Only in My Dreams" - 3:54
4. フーリッシュ・ビート - "Foolish Beat" - 4:25
5. レッド・ホット - "Red Hot" - 3:54
6. ウェイク・アップ・トゥ・ラヴ - "Wake Up to Love " - 3:42
7. シェイク・ユア・ラヴ - "Shake Your Love" - 3:44
8. 堕天使 - "Fallen Angel " - 3:43
9. プレイ・ザ・フィールド - "Play the Field" - 4:37
10. ビトゥイーン・ザ・ラインズ - "Between the Lines" - 4:42

## 参加ミュージシャン
- デビー・ギブソン - ボーカル、バッキング・ボーカル、キーボード、シンセサイザー、プログラミング
- フレッド・ザール - キーボード、シンセサイザー、プログラミング
- ジョン・モラレス - プログラミング、シーケンサー
- デヴィッド・グラント - キーボード、ギター
- ルイス・A・マルティネー - キーボード、プログラミング、バッキング・ボーカル
- マイク・バスクト - キーボード
- アイラ・シーゲル - ギター、アコースティック・ギター
- トミー・ウィリアムス - ギター
- ネスター・ゴメス - ギター
- ゲイリー・ダウン - ベース
- バシリ・ジョンソン - パーカッション
- ジミー・マーレン - パーカッション
- ビリー・アメンドラ - トムトム
- ジェフ・スミス - サックス、バッキング・ボーカル
- ラリータ・ガスキンス - バッキング・ボーカル
- キャリー・ジョンソン - バッキング・ボーカル
- リビー・ジョンソン - バッキング・ボーカル
- ノーマ・ジーン・ライト - バッキング・ボーカル
- ティム・ローレス - バッキング・ボーカル
- コニー・ハーヴェイ - バッキング・ボーカル
- ジャネット・ライト - バッキング・ボーカル
- ウェンデル・モリソン - バッキング・ボーカル